# マティーノ
マティーノ（イタリア語: Matino）は、イタリア共和国プッリャ州レッチェ県にある、人口約11,000人の基礎自治体（コムーネ）。

## 地理

### 位置・広がり

#### 隣接コムーネ
隣接するコムーネは以下の通り。
- アレーツィオ
- カザラーノ
- コッレパッソ
- ガッリーポリ
- メリッサーノ
- パラービタ
- タヴィアーノ